# Ришильда Прованская
Ришильда Прованская (Рихильда; фр. Richilde de Provence, около 845 — 2 июня 910) — королева Западно-Франкского государства в 869 — 877 годах, вторая жена Карла II Лысого.

## Биография

### Королева западных франков
Родителями Ришильды были аббат Горза и граф Меца Бивин и Ришильда Арльская, дочь Бозона Древнего.
Карл II Лысый ещё при жизни своей первой жены Ирментруды Орлеанской сожительствовал с Ришильдой, сестрой короля Прованса Бозона Вьеннского. Ирментруда ушла от Карла в 867 году, но не отвергнутая, просто удалилась в аббатство Хаснон, что в Валансьене, где она и умерла 6 октября 869 года. Вскоре после её смерти, 12 октября 869 года, король Карл II Лысый сочетался с Ришильдой Прованской браком, который был подтверждён в Ахене 22 января 870 года. Она родила королю шестую дочь Ротхильду и четырёх сыновей, которые умерли в младенчестве: так, младшего сына, Карла, Рихильда родила в 876 году, когда сопровождала своего мужа в походе в Лотарингию, завершившемся неудачной для западных франков битвой при Андернахе.
Во время отсутствия императора, уехавшего воевать против сарацин, Ришильда управляла страной и встречала тело Карла II Лысого после его смерти в 877 году. Она предлагала посадить на трон своего брата Бозона, герцога Бургундии, так как Людовик II Заика (сын Карла II Лысого и Ирментруды Орлеанской), будучи уже длительное время больным, приближался к концу своего жизненного пути, а его дети (Людовик III и Карломан II) были ещё слишком молоды. Тем не менее, Ришильда была обвинена сеньорами королевства в инцесте с её братом, после чего они отказались подчиняться её власти. Тем не менее она помогала Бозону стать королём Прованса.
После смерти Людовика II Заики в 879 год Ришильда вернулась ко двору во время царствования молодых Людовика III и Карломана II, которые вскоре умерли, в 882 и 884 годах соответственно. Однако Франкская империя уже была взбудоражена до предела и ей угрожали нападения норманнов. Поэтому сеньоры королевства обязали Ришильду уйти в Прованс к своему брату, где она и умерла 2 июня 910 года.

### Семья
- муж: (с 12 октября 869 года) Карл II Лысый (13 июня 823 — 6 октября 877), младший сын Людовика I Благочестивого от его второй жены Юдифи Баварской, дочери Вельфа I. Дети:
  - Ротхильда (871 — 22 марта 925): 1-й брак — граф Буржа Гуго; 2-й брак (приблизительно с 890 года) — граф Мэна Роже (умер 31 октября 900).
  - Дрогон (родился и умер в 872/873), близнец Пипина
  - Пипин (родился и умер в 872/873), близнец Дрогона
  - сын (родился 23 марта 875; умер вскоре после рождения)
  - Карл (10 октября 876 — 7 апреля 877)